# Gaustatoppen
Gaustatoppen je hora ve Skandinávském pohoří v Norsku, vysoká 1883 metrů. Je nejvyšším vrcholem kraje Telemark. Nachází se jihovýchodně od města Rjukan na hranici obcí Tinn a Hjartdal. Je tvořena pískovcem z období prekambria.
Název pochází z výrazu Gausstod, který v místním dialektu znamená „přístav v zátočině“ a původně se vztahoval k nedalekému statku na řece Måna. Vrchol zdolali jako první v srpnu 1810 mineralog Jens Esmark a botanik Christen Smith. Gaustatoppen inspiroval četné umělce, jako byl malíř Peder Balke. 
Místo je pro intenzivní turistický ruch nazýváno „Chamonix severu“ – přichází sem okolo 70 000 lidí za rok. Výstup na Gaustatoppen je středně obtížný, z vrcholu je možno za dobré viditelnosti přehlédnout šestinu norského území. V okolí lze provozovat rekreační aktivity jako např. lyžování, ledolezení, jízdu na horských kolech nebo rybaření. V roce 1893 byla na hoře postavena turistická útulna Gaustahytta. Na Gaustatoppenu se také nachází cíl závodu Norseman Xtreme Triathlon.
Na vrcholu se nachází telekomunikační věž, vysoká 68 metrů, která původně sloužila armádním účelům. Uvnitř hory byl roku 1959 proražen tunel, který umožňoval obsluhu radiostanice bez ohledu na povětrnostní podmínky. Tunelem jezdí kabinová lanovka Gaustabanen, která byla po skončení studené války zpřístupněna turistům. 